# 孔德站
孔德站（：／ Gongdeok yeok */?）是首都圈電鐵5號線、首尔地铁6号线、京義·中央線與機場鐵道四線交會的一座轉乘車站，位於韓國首爾特別市麻浦區孔德洞和桃花洞的邊界。計劃中的新安山線第二階段開通後，本站將成為5線交會的轉乘大站。

## 車站構造
四線站體均為地下車站，除5號線為1面2線的島式月台外，其餘三線皆為2面2線的側式月台，候車月台皆設有月台幕門，並有出口共10處。
5號線與6號線站體呈現L型的十字交叉狀，前者在下方、後者在上方；京義·中央線與仁川機場鐵道站體則呈現並排狀，前者月台層位於地下5樓，後者月台層則位於地下2樓。

### 5號線月台

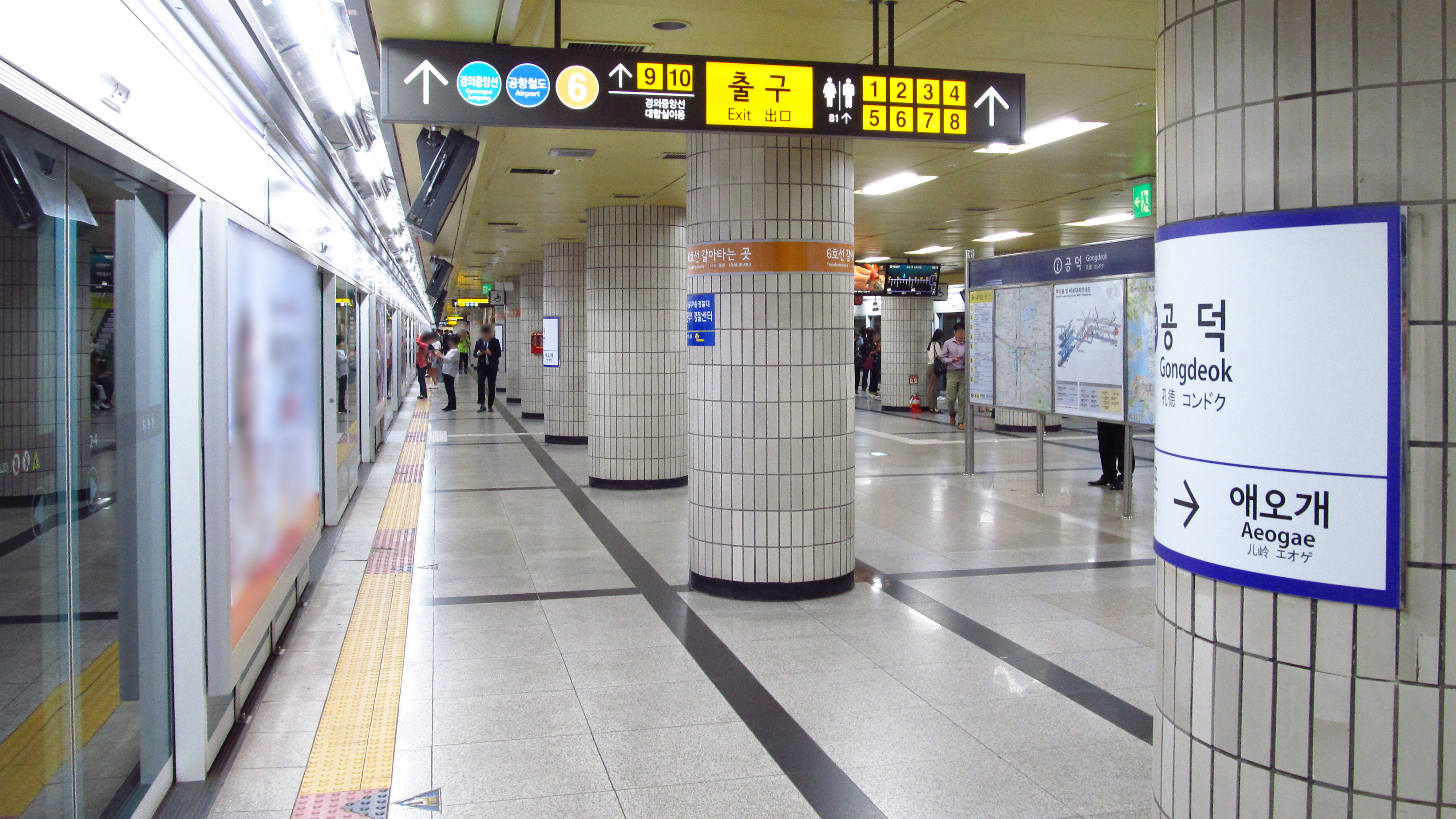
5號線候車月台

| 麻浦 ↑   |
| 下 上 \| |
| ↓ 兒嶺   |

| 月台 | 路線             | 目的地                                                     |
| ---- | ---------------- | ---------------------------------------------------------- |
| 上行 | ●首都圈電鐵5號線 | 汝矣島、新吉、喜鵲山、傍花方向                             |
| 下行 | ●首都圈電鐵5號線 | 光化門、往十里、踏十里、千戶、上一洞、河南黔丹山、馬川方向 |

### 6號線月台

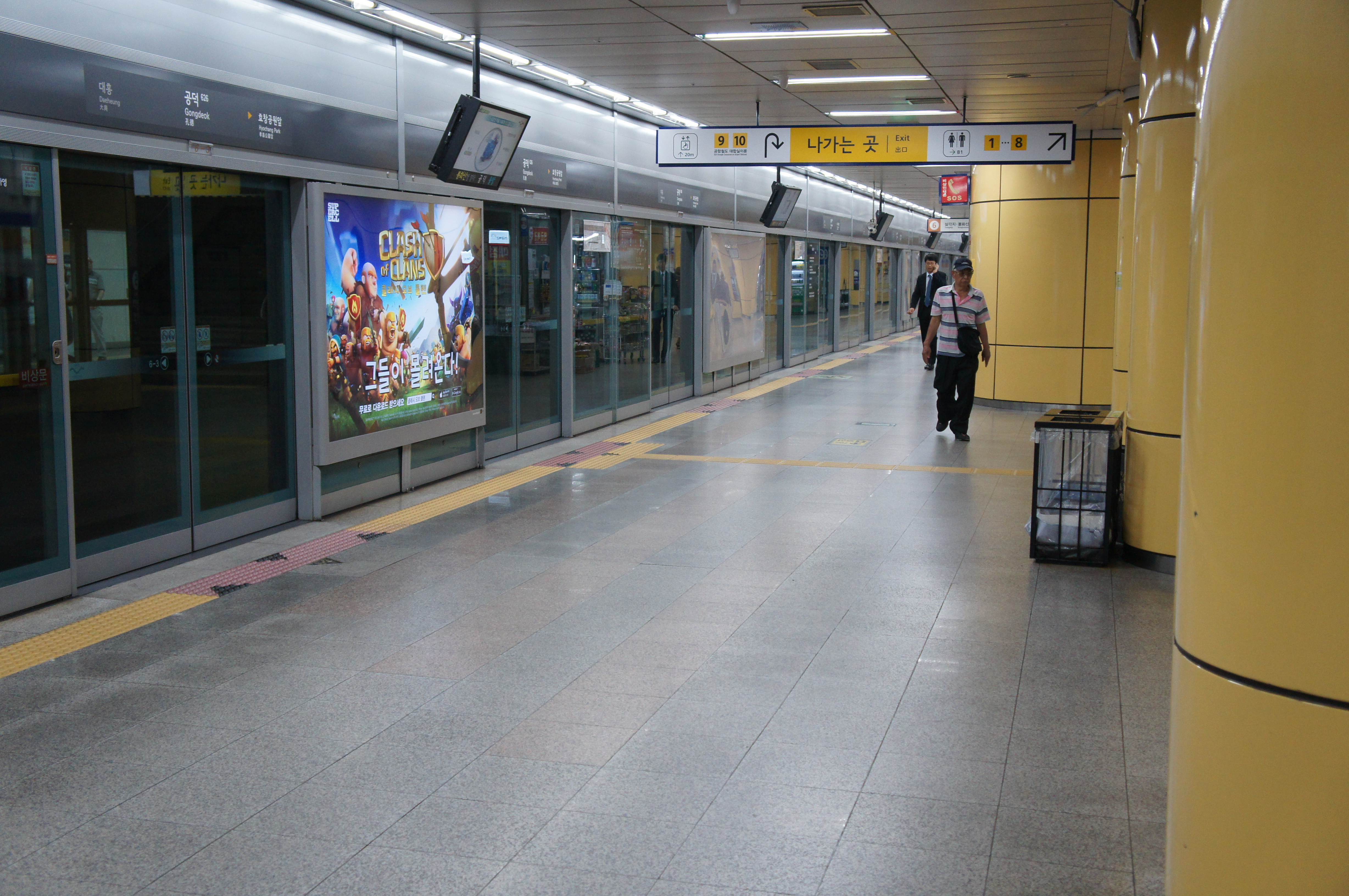
6號線候車月台

| 大興 ↑     |
| \| 上      |
| ↓ 孝昌公園 |

| 月台 | 路線           | 目的地                                                 |
| ---- | -------------- | ------------------------------------------------------ |
| 下行 | ●首尔地铁6号线 | 三角地、梨泰院、東廟、高麗大學、石溪、烽火山、新內方向 |
| 上行 | ●首尔地铁6号线 | 大興、合井、望遠、麻浦區廳、延新川、鷹岩方向           |

### 京義·中央線月台

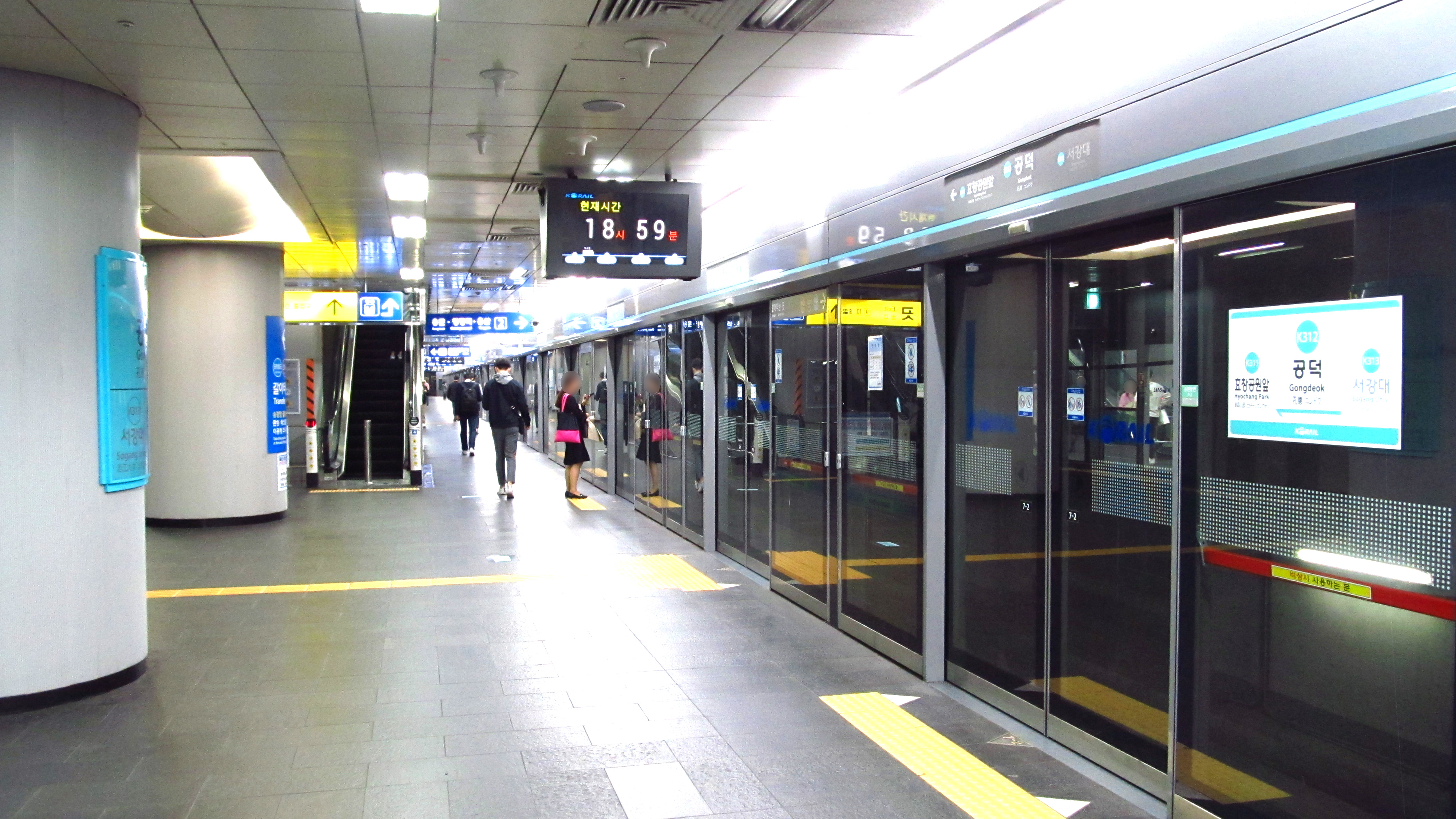
龍山線候車月台

| ↑ 孝昌公園 |
| \| １      |
| 西江大學 ↓ |

| 月台 | 路線                   | 目的地                       |
| ---- | ---------------------- | ---------------------------- |
| 1    | ●首都圈電鐵京義·中央線 | 加佐、一山、文山方向         |
| 2    | ●首都圈電鐵京義·中央線 | 龍山、清涼里、回基、龍門方向 |

### 機場鐵道月台

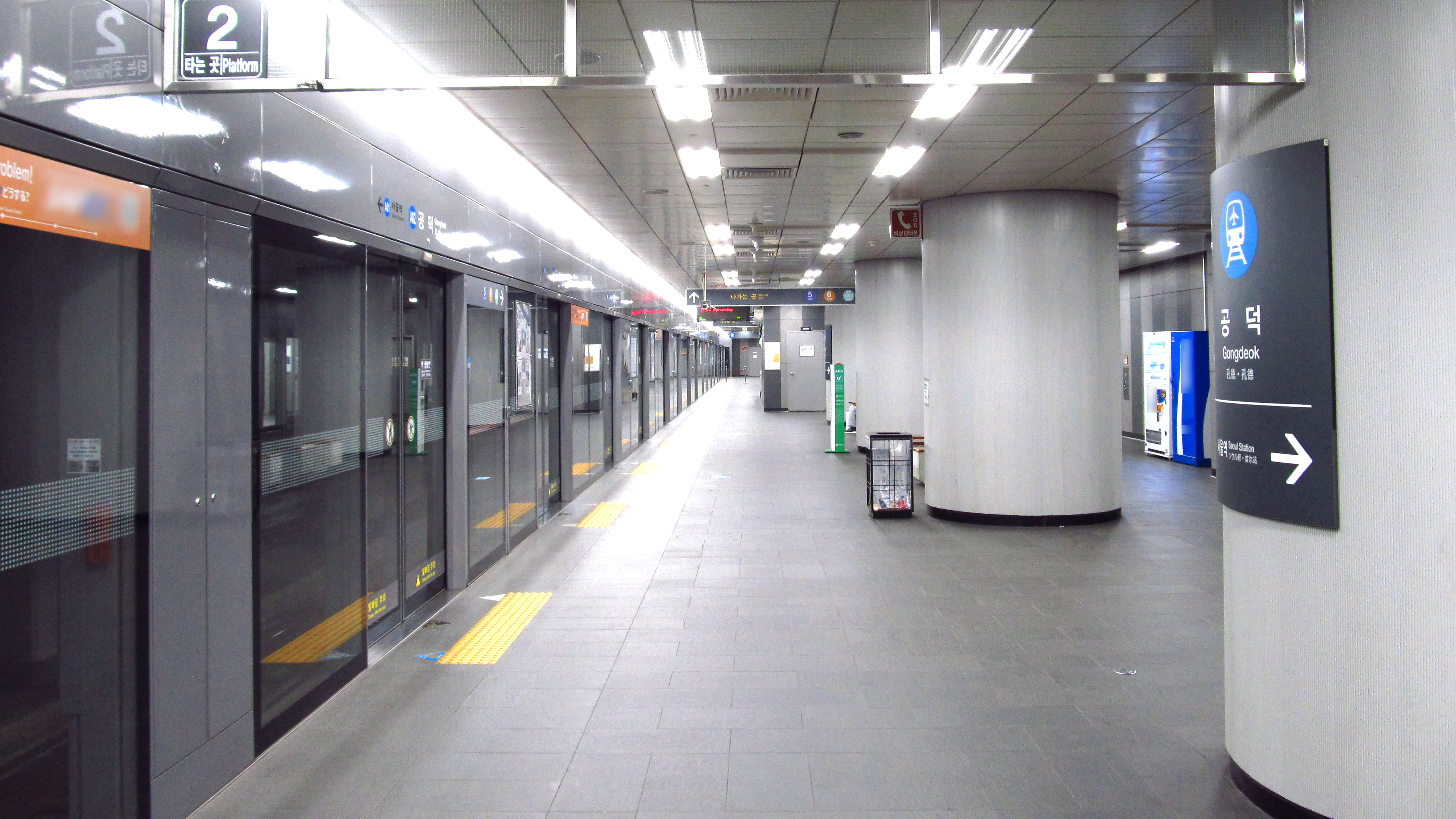
機場鐵道候車月台

| ↑ 首爾站   |
| \| 下      |
| 弘益大學 ↓ |

| 月台 | 路線              | 目的地                                                |
| ---- | ----------------- | ----------------------------------------------------- |
| 上行 | ●仁川國際機場鐵道 | 首爾站方向                                            |
| 下行 | ●仁川國際機場鐵道 | 數碼媒體城、金浦機場、桂陽、仁川國際機場2號航站樓方向 |

## 歷史
- 1996年12月30日：落成啟用。
- 2000年12月15日：6號線站體開通。
- 2011年11月30日：仁川機場鐵道站體開通。
- 2012年12月15日：首都圈电铁京义线站體開通。
- 2014年12月27日：京義線文山站－龍門站區間開通，首都圈電鐵京義線併入首都圈電鐵京義·中央線，本站並不再作為終點站使用。

## 車站周邊
- 首爾50+基金會（朝鲜语：서울특별시50플러스재단）中部園區
- 首爾市福祉基金會（朝鲜语：서울시복지재단）
- 阿峴洞住民中心
- 首爾創業HUB
- S-OIL（朝鲜语：S-OIL）總部大廈
- E-mart麻浦店
- 麻浦乐天大酒店
- 樂天超市孔德店
- 首爾大學校友會館
- 麻浦郵局
- 麻浦税務署
- 曉星集團本社
- 孔德市場
- 孔德洞豬腳街
- 韓民族日報總社
- 中小企業銀行麻浦分行
- 韩亚银行孔德洞分行
- 友利銀行孔德金融中心
- 新韓銀行麻浦分行、孔德金融中心
- NH農協銀行（朝鲜语：NH농협은행）孔德站分行、麻浦中央分行

## 圖片

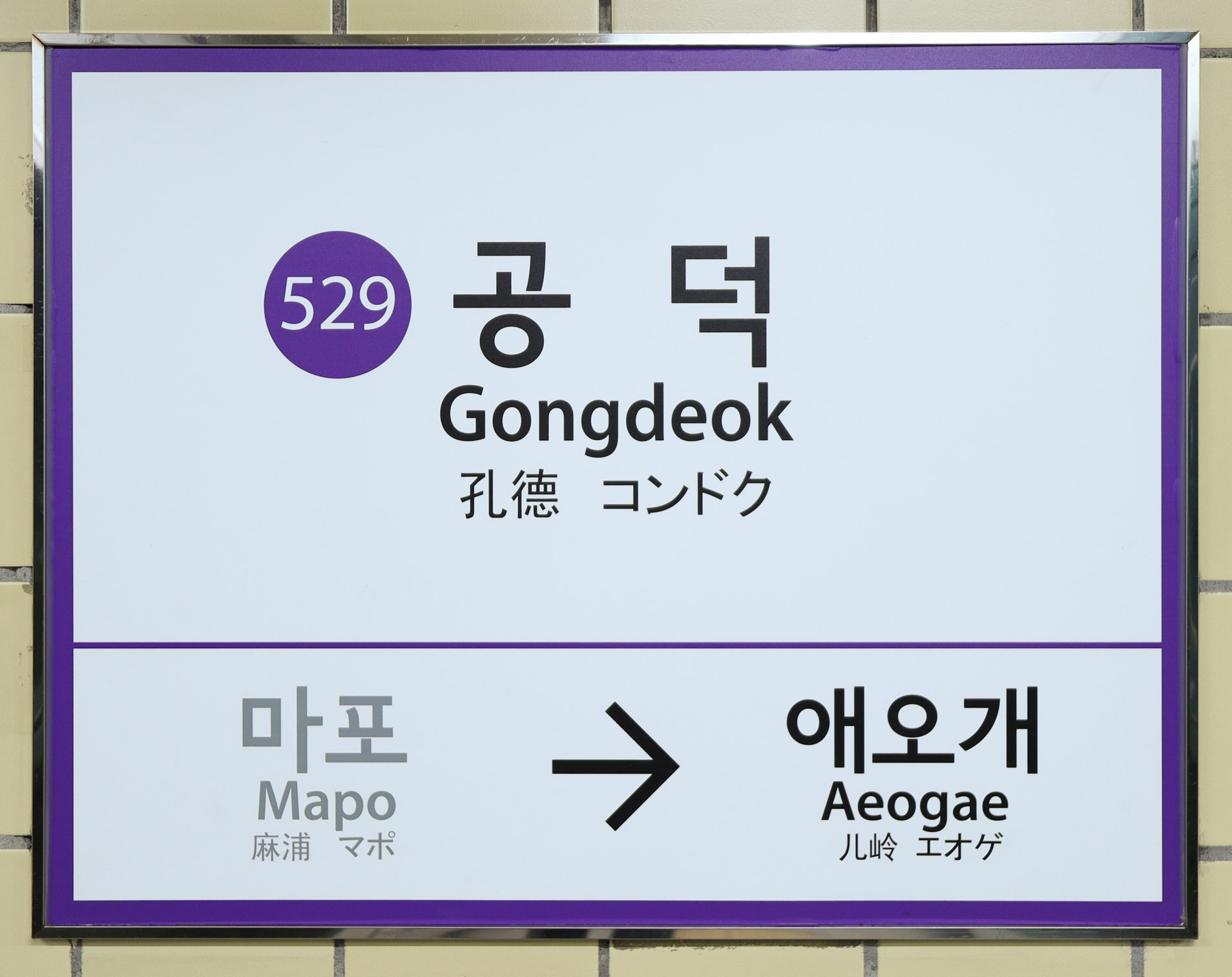
5號線站名牌
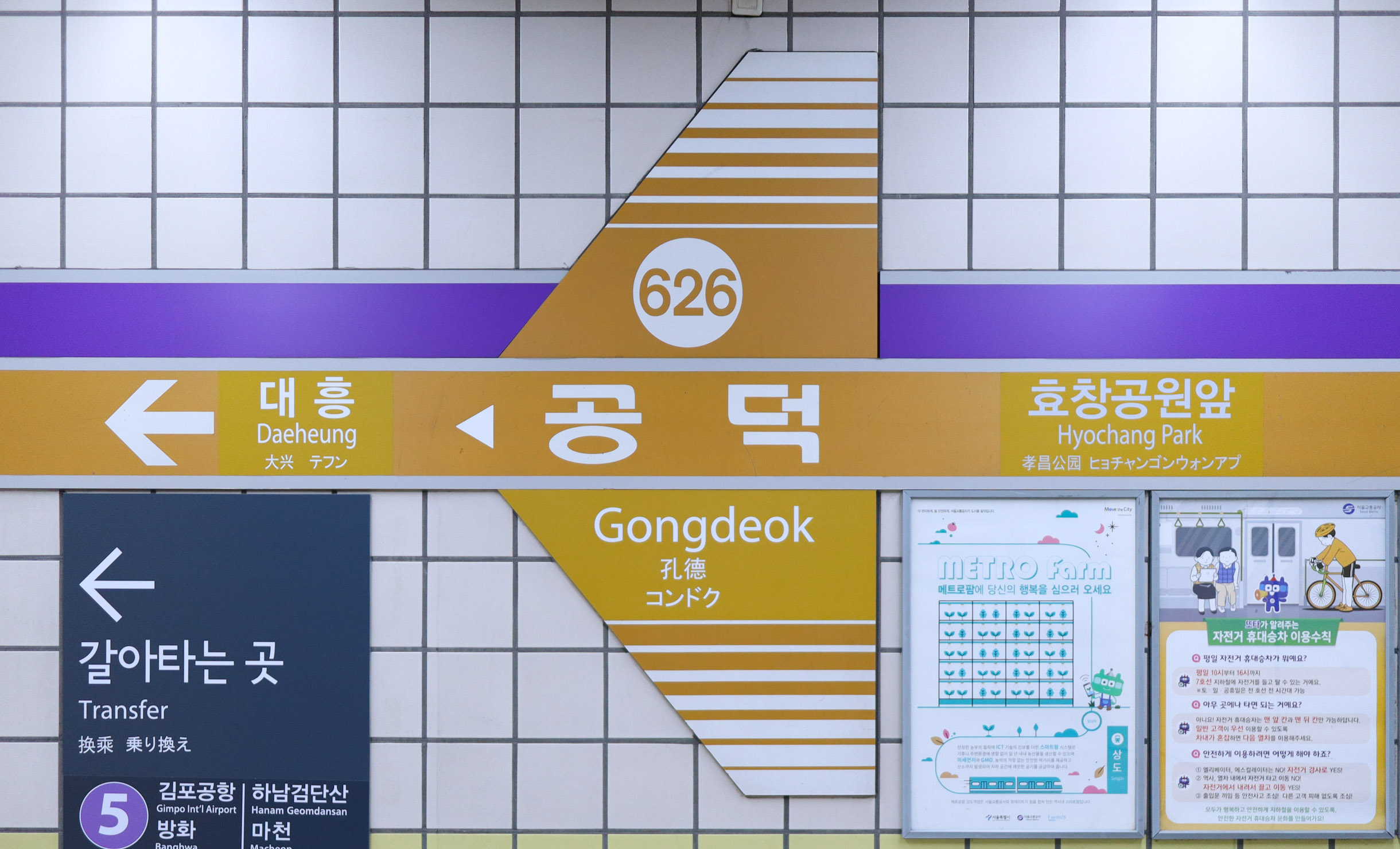
6號線站名牌
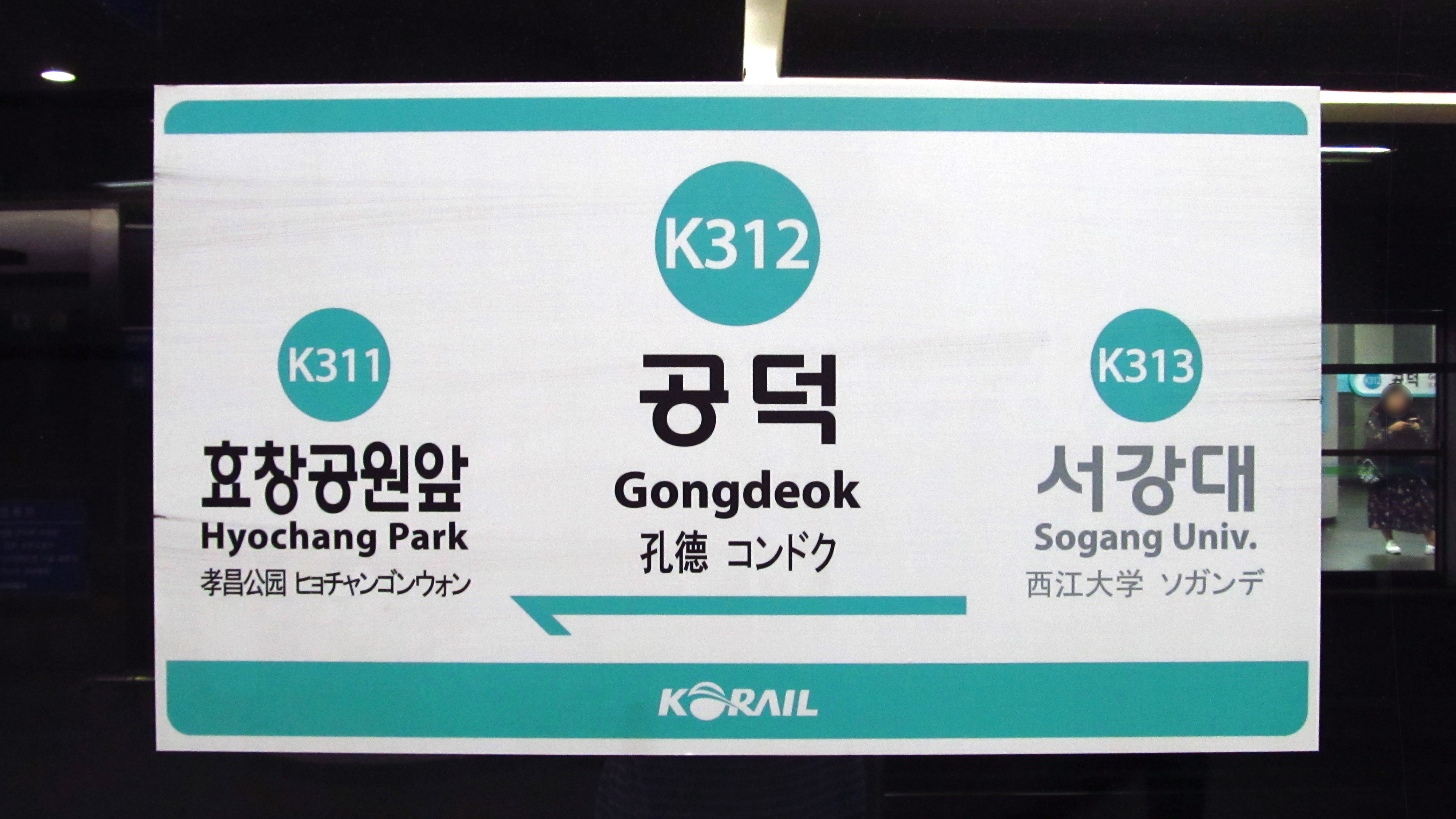
龍山線（京義·中央線）站名牌
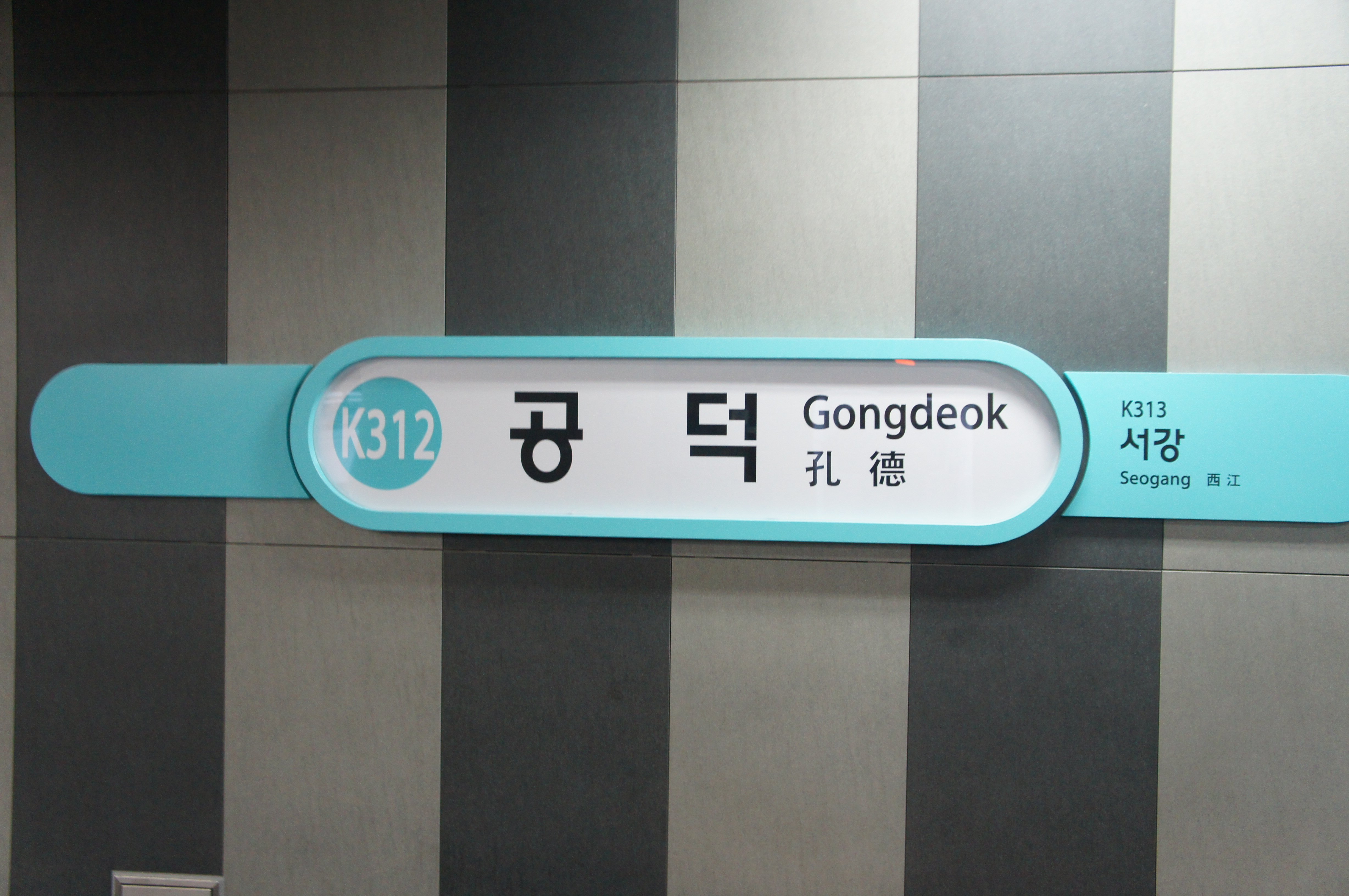
龍山線（京義·中央線）站名牌
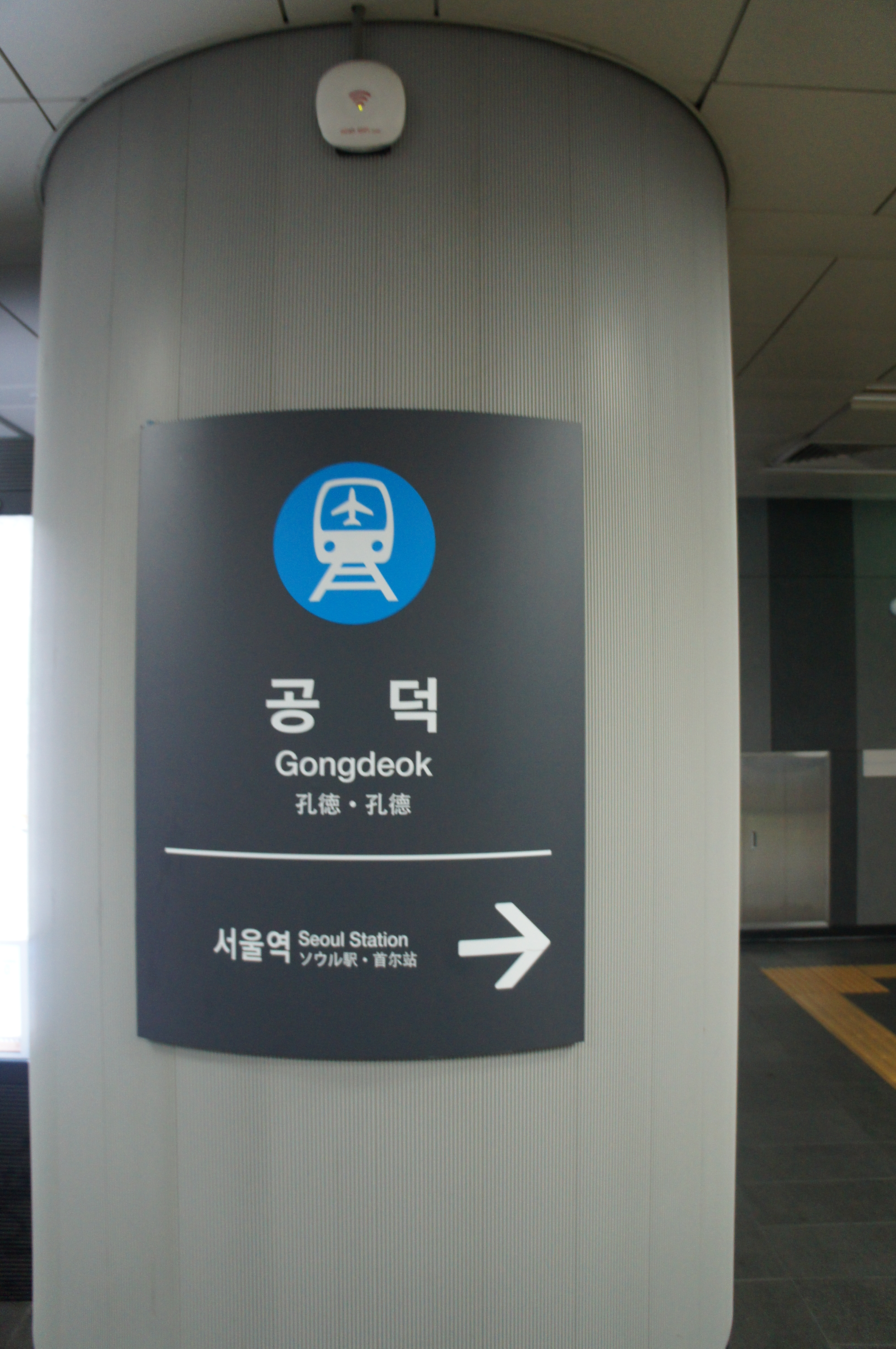
機場鐵道站名牌
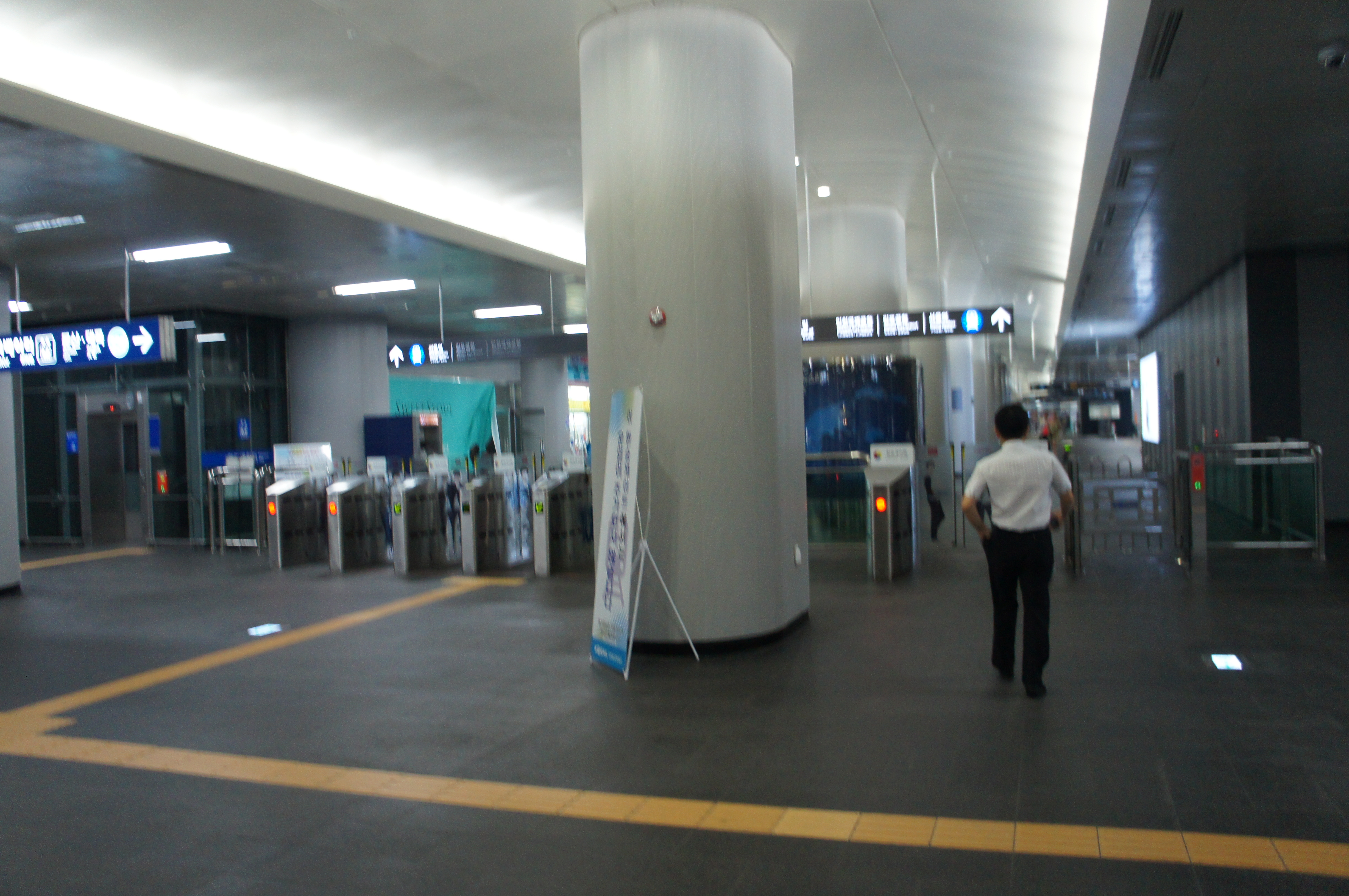
剪票閘口
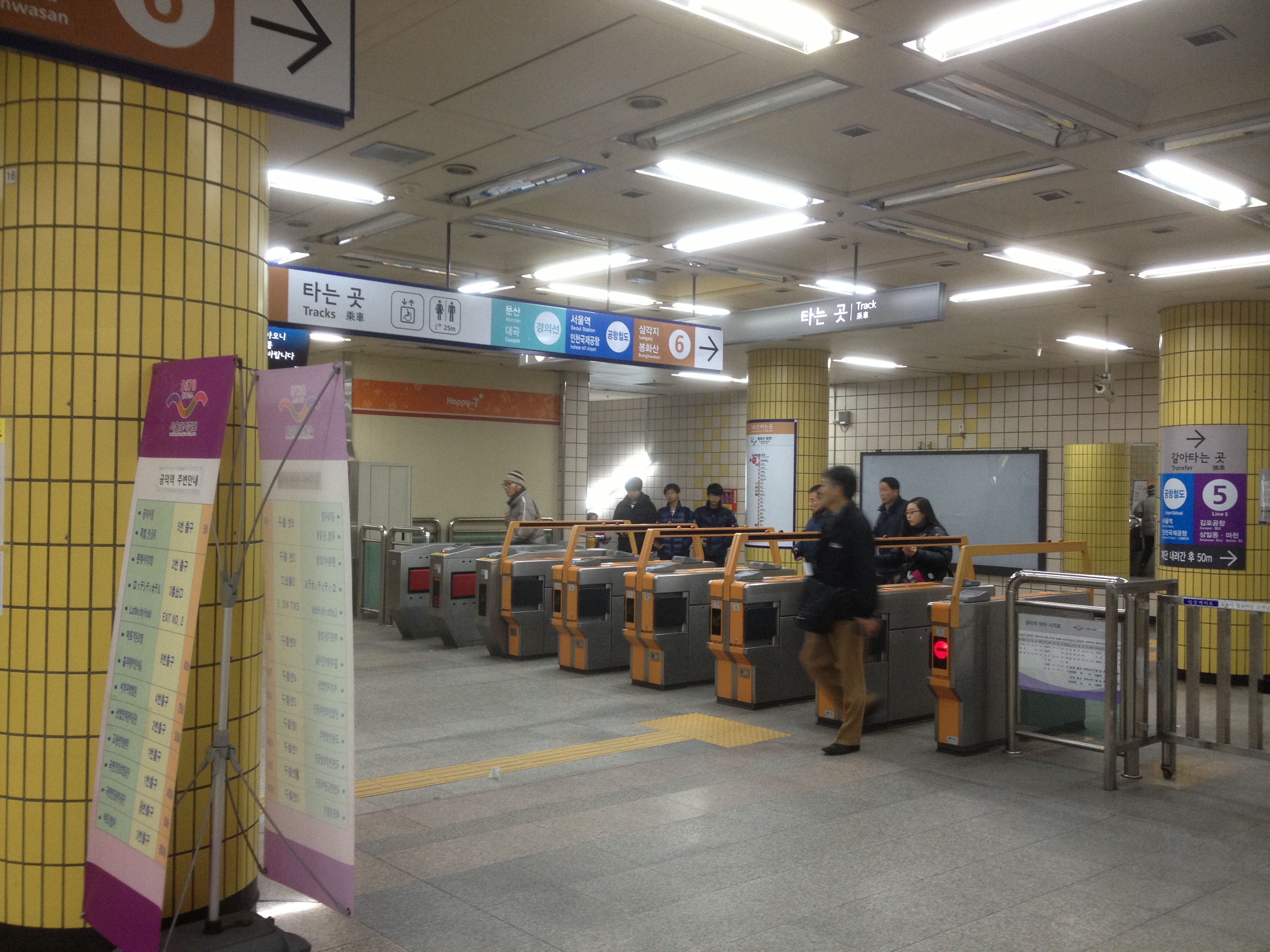
剪票閘口（5、6號線側）
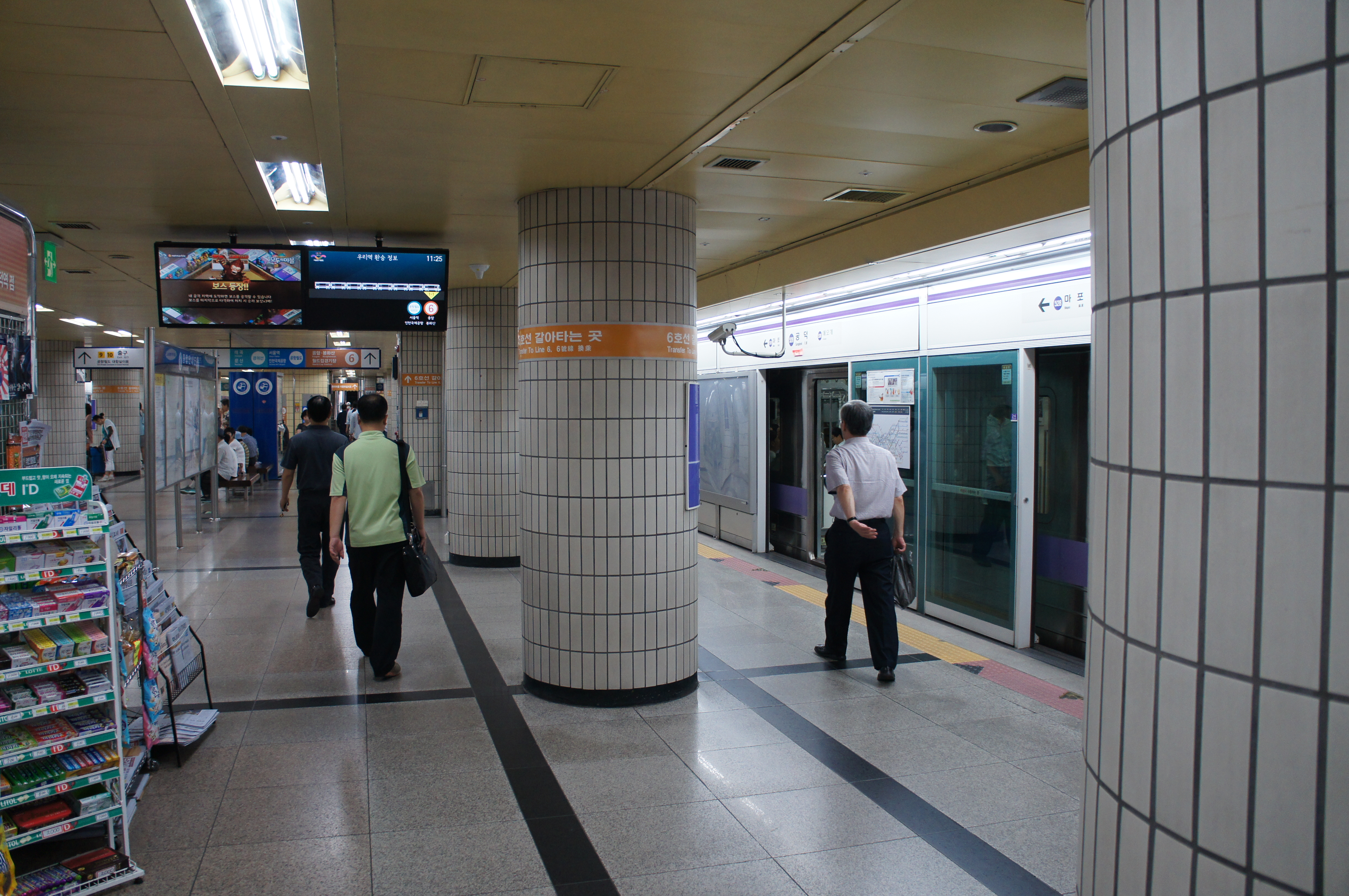
5號線月台
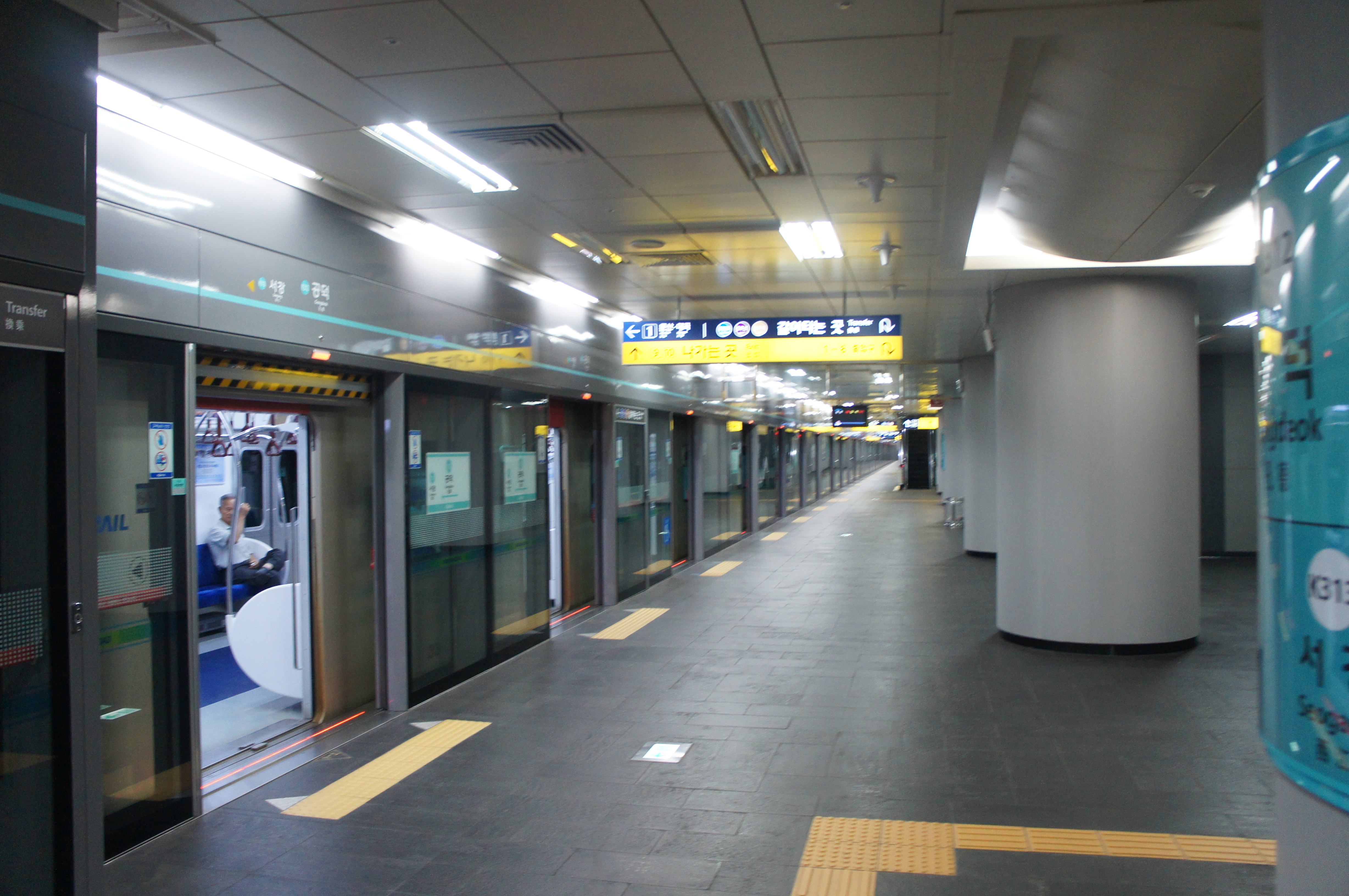
龍山線（京義·中央線）月台
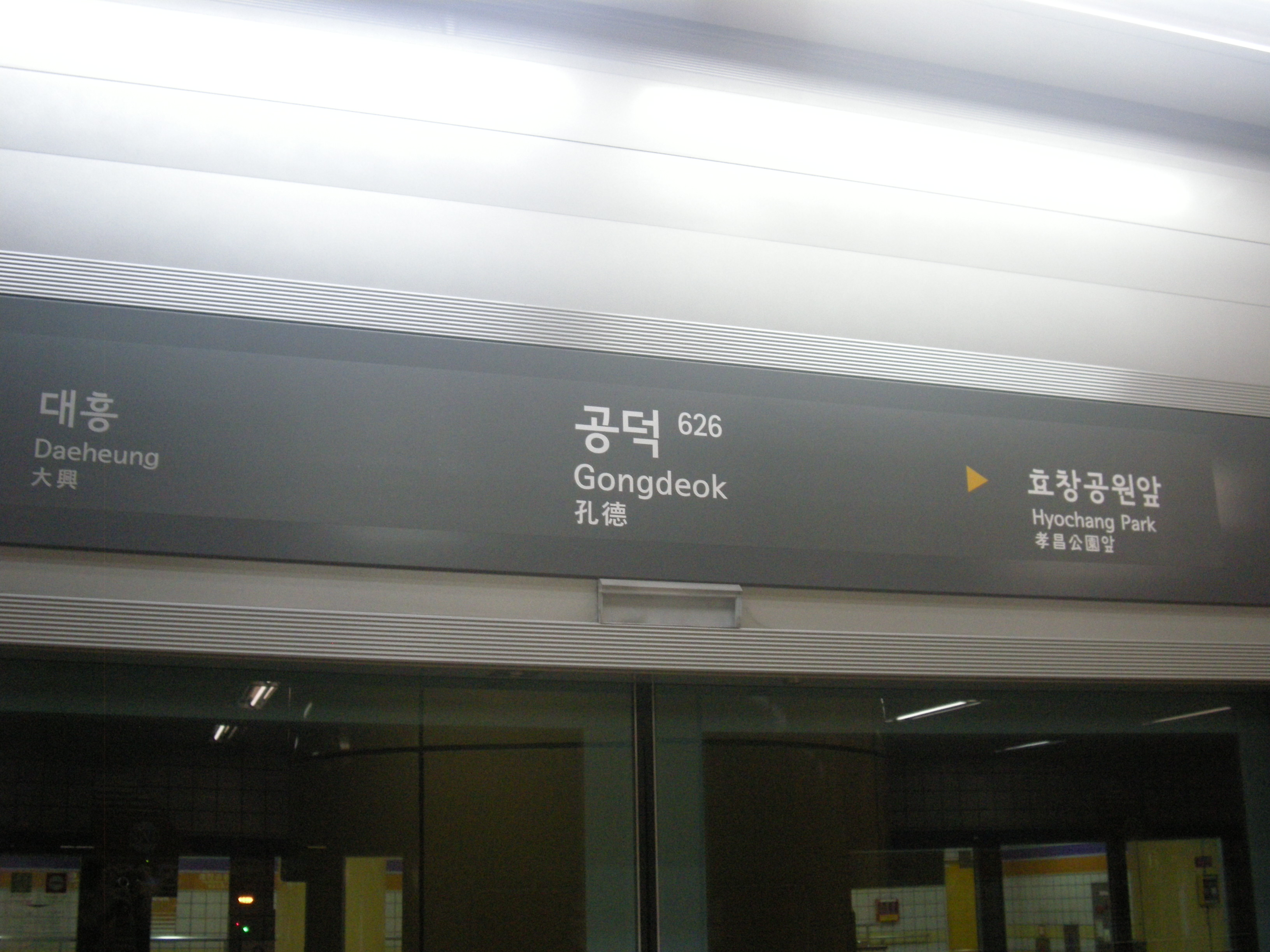
6號線月台門資訊板
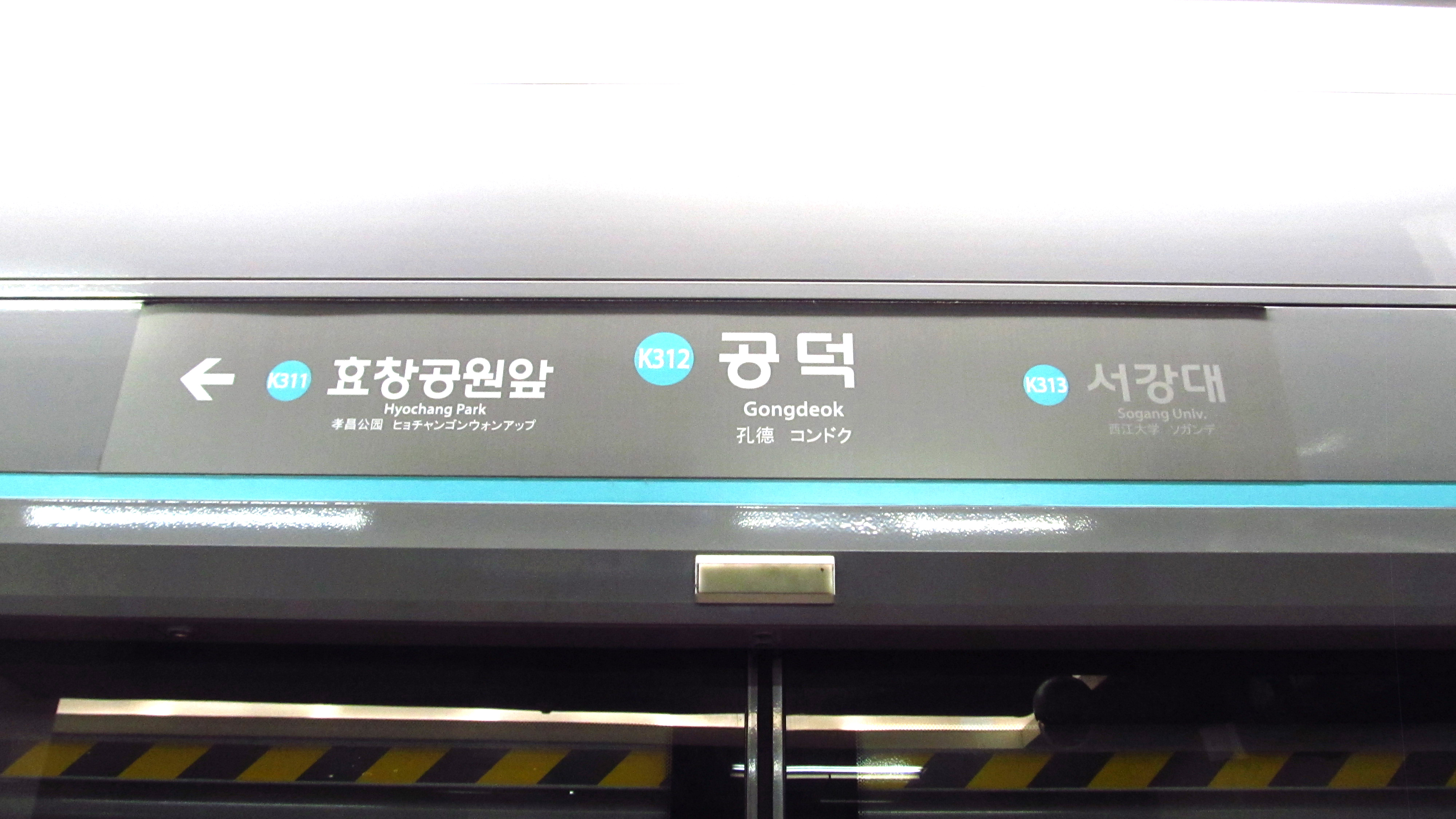
龍山線（京義·中央線）月台門資訊板
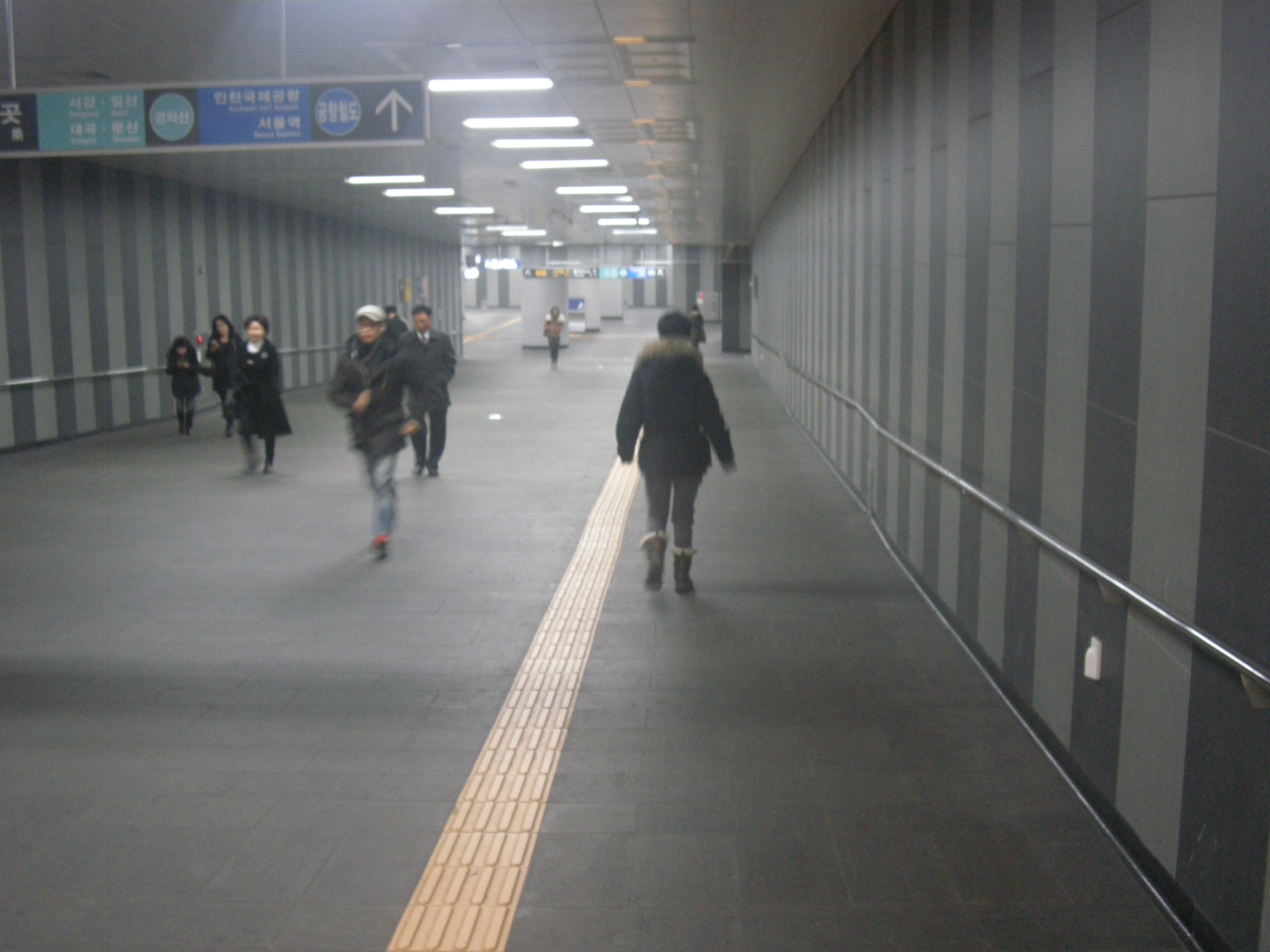
轉乘通道
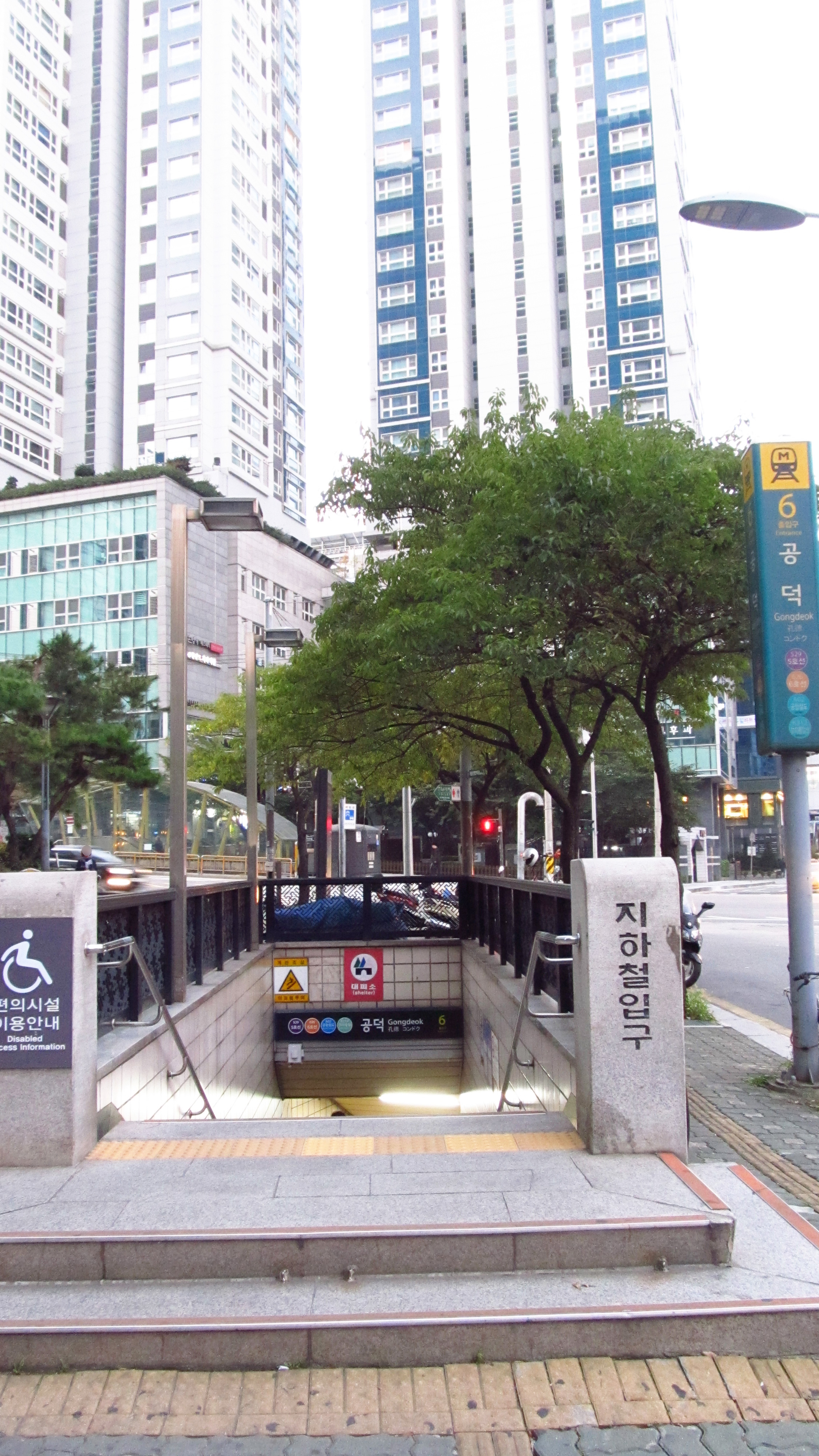
6號出口

## 相鄰車站
首爾交通公社
●首都圈電鐵5號線
麻浦（528）－孔德（529）－兒嶺（530）
●首尔地铁6号线
大興（625）－孔德（626）－孝昌公園（627）
韓國鐵道公社
●首都圈電鐵京義·中央線
京義線B急行
弘益大學（K314）－孔德（K312）－龍山（K110）
緩行
西江大學（K313）－孔德（K312）－孝昌公園（K311）
機場鐵道
●仁川國際機場鐵道
一般
首爾站（A01）－ 孔德（A02）－弘益大學（A03）